# Yakovlev Yak-8
Yakovlev Yak-8 (tên ký hiệu của NATO: Crib), đây là một mẫu máy bay vận tải được OKB Yakovlev tại Liên Xô thiết kế. Yak-8 là một sự cải tiến nâng cấp của Yak-6.

## Thiết kế và phát triển
Bắt đầu với việc cải tiến Yak-6, mẫu máy bay này đã được mở rộng khả năng vận chuyển bởi một đội thiết kế nhỏ được đứng đầu bởi Oleg Antonov, người trong thời gian trước và sau chiến tranh có một phòng thiết kế cho riêng mình. Yak-8 được trang bị 2 động cơ M-11FM công suất 145 hp, cánh quạt là loại VISh-327, cho phép thân máy bay làm lớn hơn, cabin chính có thể chứa được tới 6 hành khách. Phần mũi và thân máy bay phía sau ít bị thay đổi, và chiều rộng phần trung tâm của máy bay là 1.24 m, nhưng chiều dài của nó tăng lên 1 m và chiều sâu tăng lên từ 1.5 đến 1.76 m. Điều này giúp cho khoảng trống phía trên khoang máy bay lớn hơn, và lối vào cũng được làm đơn giản hóa bằng việc thiết kế với một cái cửa lớn ở bên trái phía trên cánh. Cabin có 4 của sổ ở mỗi bên. Nó được gia cố bằng những khung hình hộp dày 88 mm, được phủ ngoài bằng lớp da dày 2 mm. Đuôi của máy bay được mở rộng với những mép thẳng hơn.
Mẫu thử nghiệm được sơn màu biểu trưng cho VVS, và bắt đầu thực hiện các chuyến bay thử nghiệm vào đầu năm 1944. Nó đã vượt qua được những cuộc thử nghiệm và được giới thiệu để đưa vào sản xuất hàng loạt, nhưng giống như Yak-5, người ta đã đưa ra ý kiến rằng mẫu máy bay tương lai cần phải làm hoàn toàn bằng kim loại.

## Thông số kỹ thuật

### Đặc điểm riêng
- Phi đoàn: 2
- Sức chứa: 6 hành khách
- Chiều dài: 11.35 m (37 ft 3 in)
- Sải cánh: 14.8 m (48 ft 7 in)
- Chiều cao: n/a
- Diện tích : 30.0 m² (322.92 ft²)
- Trọng lượng rỗng: 1750 kg (3858 lb)
- Trọng lượng cất cánh: 2700 kg (5953 lb)
- Trọng lượng cất cánh tối đa: n/a
- Động cơ: 2x động cơ Shvetsov M-11FM, 140 hp (104 kW) mỗi chiếc

### Hiệu suất bay
- Vận tốc cực đại: 248 km/h (154 mph)
- Tầm bay: 890 km (553 miles)
- Trần bay: 3900 m (12800 ft)
- Vận tốc lên cao: n/a
- Lực nâng của cánh: n/a
- Lực đẩy/trọng lượng: n/a

## Nội dung liên quan

### Máy bay có cùng sự phát triển
- Yakovlev Yak-6